# Onobrychis montana
Espèce
Statut de conservation UICN

 LC  : Préoccupation mineure
Onobrychis montana, le Sainfoin des Alpes, est une espèce de plantes à fleurs dicotylédonesde la famille des Fabaceae. C'est une plante herbacée trouvée en Europe et en Asie. 

## Description
Les feuilles sont formées de 4 à 7 paires de folioles majoritairement. La corolle a une teinte de fond purpurine (O. viciifolia très ressemblante est plus rosée et ne dépasse pas 1 200 m d'altitude).

## Habitats
On la trouve sur les pelouses orophiles basiphiles.

## Répartition
Elle est trouvée dans le sud-est de l'Europe et l'ouest de l'Asie. En France, on la trouve dans le Jura et les Alpes de 400 à 2 000 m d'altitude.

## Synonyme
- Onobrychis viciifolia subsp. montana (D.C.) Gams

## Liste des sous-espèces
Selon BioLib (27 décembre 2023) :
- Onobrychis montana subsp. cadmea (Boiss.) P.W. Ball
- Onobrychis montana subsp. montana
- Onobrychis montana subsp. scardica (Griseb.) P.W. Ball
- Onobrychis montana subsp. transsilvanica (Simonkai) Jav.